# Nogat
Il Nogat è un fiume lungo 62 chilometri che scorre interamente in Polonia, nella regione della Pomerania. Nel suo corso, il fiume è costeggiato dal Castello di Malbork, situato nella città di Malbork, riconosciuto come Patrimonio dell'Umanità dell'UNESCO. È un effluente della Vistola.

## Città
Il fiume Nogat, nel suo corso, incontra le seguenti città:
- Biała Góra
- Pogorzała Wieś
- Grobelno
- Malbork
- Czerwone Stogi
- Kamienice
- Rakowiec
- Szawałd
- Janówka
- Półmieście
- Michałowo
- Wierciny
- Jazowa
- Kępki
- Kępiny Małe
- Bielnik Drugi
- Kępiny Wielkie
- Osłonka